# سفیداب سرب
سپیدآب یا سفیدآب یا سفیدآج، به‌طور مطلق به سفیدآب سرب (به انگلیسی: White lead) گفته شده که ترکیبی از کربنات و هیدرات سرب است که از سوزاندن سرب حاصل می‌گردد. به این سفید آب، سفیدآب شیخ نیز گفته می‌شود (منسوب به شیخ بهایی. گرچه در متون کهنتر از دوران وی نیز نام سپیدآب سرب به کار رفته‌است). سفیدآب دیگر، نوع ارزیزی یا قلعی است. سپیدآب سرب برای رنگ زرد و سپیدآب قلع برای رنگ سفید در شیشه‌گری کاربرد داشته‌است.
سفیدآب سرب که حاوی فلز سرب است به علت سمی بودن سرب می‌تواند برای سلامتی انسان خطر جدی باشد.

## پیوند
لغت نامه دهخدا